# Fingerrodgersia
Fingerrodgersia (Rodgersia pinnata) är en stenbräckeväxtart som beskrevs av Adrien René Franchet. Enligt Catalogue of Life ingår Fingerrodgersia i släktet rodgersior och familjen stenbräckeväxter, men enligt Dyntaxa är tillhörigheten istället släktet rodgersior och familjen stenbräckeväxter. Arten förekommer tillfälligt i Sverige, men reproducerar sig inte. Utöver nominatformen finns också underarten R. p. strigosa.